# (17111) 1999 JH52
A (17111) 1999 JH52 a Naprendszer kisbolygóövében található aszteroida. A LINEAR projekt keretében fedezték fel 1999. május 10-én.